# Aulacorhynchus
Aulacorhynchus is een geslacht van vogels uit de familie toekans (Ramphastidae).

## Soorten
Het geslacht kent de volgende elf soorten:
- Aulacorhynchus albivitta – Andesarassari
  - A. a. lautus – Santa-Marta-arassari
  - A. a. griseigularis – Grijskeelarassari
- Aulacorhynchus atrogularis – Zwartkeelarassari
- Aulacorhynchus caeruleogularis – Blauwkeelarassari
  - A. c. cognatus – Violetkeelarassari
- Aulacorhynchus coeruleicinctis – Blauwbandarassari
- Aulacorhynchus derbianus – Derby-arassari
- Aulacorhynchus haematopygus – Roodstuitarassari
- Aulacorhynchus huallagae – Geelbrauwarassari
- Aulacorhynchus prasinus – Smaragdarassari
- Aulacorhynchus sulcatus – Geeloogarassari
- Aulacorhynchus wagleri – Waglers arassari
- Aulacorhynchus whitelianus – Whitely's arassari